# Inverness (Florida)
Inverness is een plaats (city) in de Amerikaanse staat Florida, en valt bestuurlijk gezien onder Citrus County.

## Demografie
Bij de volkstelling in 2000 werd het aantal inwoners vastgesteld op 6789.
In 2006 is het aantal inwoners door het United States Census Bureau geschat op 7215, een stijging van 426 (6.3%).

## Geografie
Volgens het United States Census Bureau beslaat de plaats een oppervlakte van
21,0 km², waarvan 18,9 km² land en 2,1 km² water. Inverness ligt op ongeveer 16 m boven zeeniveau.

## Plaatsen in de nabije omgeving
De onderstaande figuur toont nabijgelegen plaatsen in een straal van 16 km rond Inverness.